# Vladislav Kotromanić
Vladislav Kotromanić (1353-1354) bio je sin bana Stefana I (III) Kotromanića, brat bana Stepana II (IV). Imao je titulu kneza. Posle smrti njegovog brata bana Stepana u drugoj polovini 1353. godine sabor bosanske vlastele titulu bana predao je Vladislavovom sinu mladom Tvrtku I, ali knez Vladislav Kotromanić, kao starešina vladarske porodice, je vladao do smrti u 1354.

## Poreklo
Bio je sin bana Stefana I (III) Kotromanića i Jelisavete Nemanjić, kćerke kralja Dragutina i ugarske princeze Katarine. Vladislav je imao dvije sestre i petoro braće:
- Miroslav
- Ulirh
- Ninoslav Kotromanić
- Stefan II Kotromanić
- Katarina Zahumska
- Marija
- sin nepoznatog imena

## Biografija
Nije poznato kada se rodio Vladislav Kotromanić. Prema Ćoroviću, kada je ban Stepan umro, Jelisaveta “negova udovica sa maloletnom decom Stepanom, Vladislavom i Ninoslavom morala je bežati iz zemlje,” a sklonila se početkom 1314. godine u Dubrovnik.
Posle povratka bana Stepana II (IV) u Bosnu kao njegov najbliži saradnik javlja se knez Vladislav. U ćiriličnoj povelji izdatoj oko 1322. piše: Ban Stepan sin gospodina bana Stepana po milosti Božijoj gospodin vsim zemljam bosanskim i Soli i Usori i Dolnim Krajem i Hlemske zemlje gospodin i brat moj knez Vladislav ... dadosmo knezu Vukoslavu za njegovu vernu službu dve župe Banjicu i Vrbanju
Trogirani su u jednom uputstvu zapovedniku njihove vojske u julu 1324. godine dali pismeno uputstvo kako da postupi ako dođe do rata “protiv kneza bosanskog Stepoša i brata Stepoševa i njegova naroda”.
Knez Vladislav je oženio Jelenu Šubić Bribirsku, kćerku kneza Đure Šubića iz plemićke porodice Šubića 1338. godine. Iz tog braka rođeni su Tvrtko I Kotromanić, Stefan Vuk III Kotromanić i kćerka Marija Kotromanić Helfenštajn Neki smatraju da je Vladislav s Jelenom imao još jednu moguću kći: Katarinu Kotromanić
Vjenčanje Vladislava i Jelene je opet zbližilo moćne porodice Kotromanića i Šubića, a obavio ga je trogirski biskup Lampridi. Kako su Vladislav i Jelena bili u drugom i trećem koljenu srodstva, bio je potreban otpust od pape kako bi brak bio valjan u očima Rimokatoličke crkve. Za taj otpust se niko nije pobrinuo, iako je papa ranije dao otpust za brak Vladislavova brata i ortenburške grofice Elizabete na zahtjev bana Mladena II Šubića, što je Vladislavov brak s Jelenom činilo neispravnim prema kanonskom zakonu. Kao i većina Kotromanića, Vladislav nije bio vjeran svojoj supruzi, te je dobio vanbračnog sina, budućeg kralja Stefana Dabišu, nakon što je njegova supruga rodila sina Tvrtka.
Vladislavov stariji brat ban Stepan II (IV) umro je u drugoj polovini 1353. godine, a sabor bosanske vlastele titulu bana predao je Stepanovom sinovcu mladom Tvrtku I, ali vlast je uzeo Tvrtkov otac knez Vladislav Kotromanić, kao starešina vladarske porodice. Nasuprot tome prema nekim piscima, Zbog pogoršanog zdravlja, Vladislav se 1353. godine odrekao nasljednih prava u korist svoga petnaestogodišnjeg sina Tvrtka, koji je naslijedio Vladislavova brata Stjepana kao ban, a kasnije se okrunio za prvog bosanskog kralja.
Knez Vladislav je kratko upravljao Bosnom i iz jedne povelje iz 1354. godine vidimo da je već umro. Pretpostavlja se da je umro u vladarskoj tvrđavi Bobovcu, ili na području Visokog.

## Napomene
1. ↑  Od oko 1222. godine knez Vladislav se javlja u poveljama starijeg brata bana Stepana II (IV) u kojim bana sa bratom, skoro kao savladarom, daruje posede feudalcima, ali povelje je izdavao samo vladar ban i samo on je potpisan na kraju povelje
2. ↑  Trogirani su za Stepoša (Stepana) napisali da je knez, ali on je bio ban, a njegov brat knez u Bosni[6]
3. ↑  Prema Klaiću brak je sklopljen u avgustu 1338. godine, a iz toga braka budući ban Tvrtko mogao se roditi najranije 1339. godine[8]

## Literatura
- Solovjev, Aleksandar V., ур. (1926). Odabrani spomenici srpskog prava: (od  XII do kraja XV veka). Beograd.
- Ćirković, Sima (1964). Istorija srednjovekovne bosanske države. Beograd: Srpska književna zadruga.
- Ćorović, Vladimir (1940). Historija Bosne. Beograd: Srpska kraljevska akademija.
- Fine, John Van Antwerp, The Bosnian Church: Its Place in State and Society from the Thirteenth to the Fifteenth Century, Saqi in association with The Bosnian Institute, 2007.
- Klaić, Vjekoslav (1900). Povjest Hrvata – od najstarijih vremena do svršetka 19. stoljeća, Svezak drugi: Dio prvi. Zagreb.
- Logos, Aleksandar A. (2017). Istorija Srba I (PDF). Beograd. ISBN 978-86-85117-37-4.

## Spoljašnje veze
- Vladimir Ćorović, „Istorija srpskoga naroda", Beograd 2001. Internet izdanje (www.rastko.rs)